# پتر بارنا
پتر بارنا (چکی: Petr Barna؛ زادهٔ ۹ مارس ۱۹۶۶) اسکیت‌باز نمایشی اهل چکسلواکی بود.